# Vasiliu Pustai
Vasiliu Pustai (n. 27 martie 1875, Săuca – d. 21 noiembrie 1953, Sibiu) a fost un deputat în Marea Adunare Națională de la Alba Iulia, organismul legislativ reprezentativ al „tuturor românilor din Transilvania, Banat și Țara Ungurească”, cel care a adoptat hotărârea privind Unirea Transilvaniei cu România, la 1 decembrie 1918.

## Activitate Politică
După 1918, Vasiliu Pustai a fost primar la Tășnad.

## Lectură Suplimentară
- Gelu Neamțu, Mircea Vaida-Voevod, 1 decembrie 1918. Mărturii ale participanților, Editura Academiei Române, 2005. (ISBN 973-27-1258-9)
- Ioan I. Șerban, Nicolae Josan, Dicționarul Personalităților Române. Trimișii românilor transilvăneni la Marea Adunare Națională de la Alba Iulia, Alba Iulia, 2003. (ISBN 973-8141-90-7)
- Daniela Comșa, Eugenia Glodariu, Maria M. Jude, Clujenii și Marea Unire, Cluj Napoca, 1998. (ISBN 973-0007-24-1)